# 奧的斯電梯公司

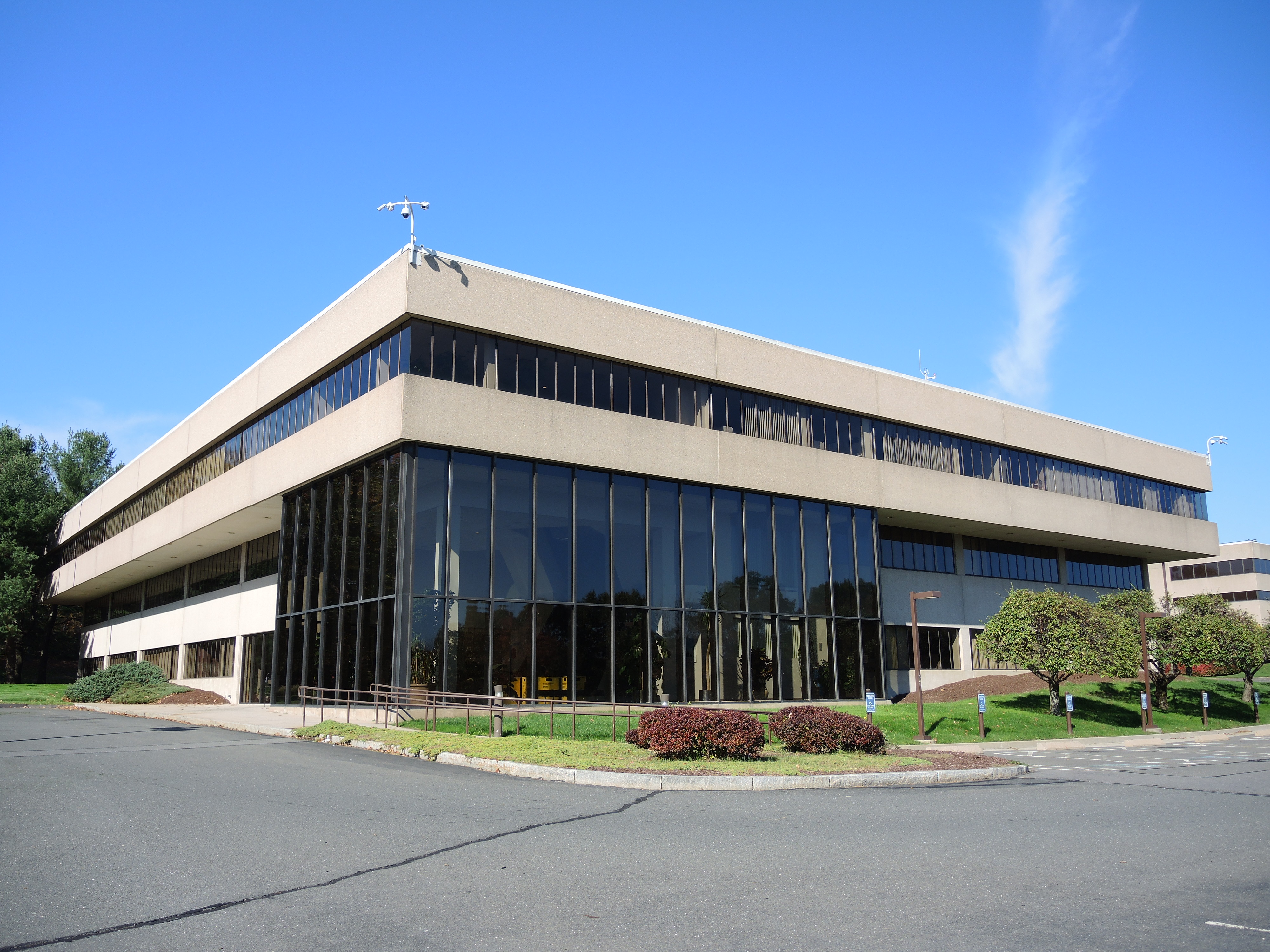
奥的斯电梯公司位於美國康涅狄格州法明頓（Farmington，Connecticut）的總部辦公室。

奧的斯電梯公司是一家美國的大型跨國公司，該公司專注於電梯、自動扶梯和自動人行道的研發製造和服務提供。該公司於1853年在紐約成立。該公司曾為聯合技術公司的業務部門之一，2020年分拆為獨立公司。

## 歷史
1853年，伊莱沙·格雷夫斯·奥的斯發明了安全升降梯並創始奧的斯電梯公司。
2010年代，奧的斯電梯公司開始將數位科技與電梯結合，推出新一代升降梯。
2021年9月23日，奥的斯全球（OTIS）表示，将提出以每股 7 欧元（约 8.20 美元）的价格收购总部位于马德里的 Zardoya Otis（OTC：ZRDZF）49.99% 的股份，该交易对 Zardoya 的估值为 33 亿欧元（38.7 亿美元）。Zardoya Otis 是一家电梯原始设备和服务企业，业务遍及西班牙、葡萄牙和摩洛哥； 在截至 2021 年 5 月 31 日的 12 个月中，它产生了 8.01 亿欧元的收入和 2.23 亿欧元的 EBITDA。

## 各地業務

### 歐洲地區

#### 英國
1996年，奧的斯收購英國通用電氣公司的升降機業務，並繼續使用GEC旗下「捷運」品牌。到2003年，「捷運」品牌及以往生產升降機的保養服務，則整合至奧的斯電梯品牌當中。此後捷運電梯僅作為子公司，為各品牌電梯提供非原廠保養服務。

### 亞太地區

#### 中國大陸
1984年，奥的斯在中国成立第一家合资企业，产品包括商业楼宇、住宅，轨道交通、机场、铁路站点等基础设施，以及医院、观光建筑、酒店、会展中心等公共设施。
奧的斯中国区总部设于天津市。其曾是市占率最高的電梯廠商之一；但是，在事故紛紛發生之後，該公司來自政府機關的訂單開始大量減少。
2016年10月，西子奧的斯電梯有限公司正式更名為“奧的斯機電電梯有限公司”，總部設於浙江省杭州市江干區。
奥的斯在中国约有一万五千名员工，在北京、天津、杭州、重庆和嘉兴等地开设有电梯和扶梯工厂

。工厂升级为“工业4.0”，符合ISO14001标准；在上海设有研发中心。

#### 港澳臺
- 1888年，奧的斯於中環的香港大酒店安裝香港首台升降機。
- 1955年，奧的斯於跑馬地馬場安裝香港首台扶手電梯，由於該處並不對外開放，所以首部可供公眾使用的扶手電梯設於1957年啟用的中環萬宜大廈，當年吸引不少市民前往體驗。
- 1963年，奧的斯電梯台灣分公司成立。
- 1983年，臺灣大同公司與奧的斯合資成立大同奧的斯電梯股份有限公司。
- 2016年，大同奧的斯經策略調整正式更名為台灣奧的斯電梯股份有限公司；劉欣向先生在2016年10月接任台灣奧的斯董事總經理。2018年12月何祖彥先生（Joseph Armas）繼彭祖琳女士後，接任奧的斯港澳台地區董事總經理。[23]

#### 南韓
奧的斯於1999年初向LG收購其電梯業務，並易名「奧的斯電梯（韓國）」，對外則改用「星瑪電梯」品牌。
2022年7月，奥的斯电梯公司将其在俄罗斯的业务出售给S8Capital Holding。 该控股收到了设备，技术和人员。 此外，美国方面保证不间断供应必要的备件。

## 重大事故及爭議
2024年7月9日，一名為星瑪電梯工作長達25年的維修技工陳家兒獨自一人於香港深井處理困𨋢事件時猝死，其妻子表示丈夫因為每月底薪不足以維持生計而需恆常加班，「從7月6日早上8時半開始工作，至7月8日晚上7時半收工才回家，連續工作了59小時，休息一晚，翌日（9日）早上8時半又再繼續開工，直到下午5時許出事」，死前半年「每月平均工時352個小時，最高達390小時，比香港人平均每月工時176小時足足多一倍」，而事發當天已發出黃色工作暑熱警告，其夫卻需在缺乏人手下獨自於酷熱天氣背著沉重工具爬長斜坡趕往現場，質疑其夫為過勞死，並指星瑪拒絕支付10萬元殮葬費，亦沒派代表出席喪禮，實屬無良，惟星瑪表示有向家屬發放恩恤金及人壽保險賠償。目前香港法例並無定義過勞死，對工作時數亦沒有限制；陳妻接受傳媒訪問時表示會申請法律援助，希望討回公道。
2017年3月25日下午4時許，在香港朗豪坊由4樓通往8樓的扶手電梯突然溜後及加速，多人失足跌倒出現人叠人意外，釀成18人受傷。事發後該通天扶手梯即時停用，經維修後已重新啟用，並被罰款20萬元。

## 主要競爭對手
- 迅達集團
- 三菱电机
- 日立製作所
- 蒂升电梯（德语：TK Elevator）
- 沃克斯
- 東芝
- 富士達
- 通力

## 外部連結
- 官方網站 （页面存档备份，存于）